# Alfred Rosier
Pour les articles homonymes, voir Rosier (homonymie).
Alfred Hubert Joseph Rosier, né le 29 octobre 1856 à Moustier (Hainaut) et y décédé le 9 juin 1929 fut un industriel et homme politique catholique. 
Il fut élu conseiller communal et bourgmestre de Moustier (1921-25); conseiller provincial de la province de Hainaut (1890-1925) et sénateur de l'arrondissement de Tournai-Ath (1925-29).